# Полс-Валли
Полс-Валли (англ. Pauls Valley) — город и административный центр округа Гарвин в штате Оклахома в Соединённых Штатах Америки.
По данным переписи населения США 2020 года, число жителей города составляло 5 тысяч 992 человека, что на 3,2 процента меньше, чем в 2010 году (6187 человек).

## История
Город был основан и назван в честь Смита Пола, уроженца Северной Каролины, который женился на женщине из племени чикасо ещё до Гражданской войны в США. 
Экономика города в значительной степени основана на сельском хозяйстве и добыче нефти.

## География
По данным Бюро переписи населения США, общая площадь города составляет 8,7 квадратных миль (22,6 км2), из которых 8,6 квадратных миль (22,2 км2) — это суша, а 0,2 квадратных мили (0,4 км2 или 1,9 %) — водная поверхность.